# كلية الزرقاء الجامعية
كلية الزرقاء الجامعية هي كلية تابعة لجامعة البلقاء التطبيقية. تقع في مدينة الزرقاء تأسست عام 1978 وتقوم بتدريس العلوم الحياتية والتحاليل الطبية وعلم الأحياء الدقيقة والتغذية بشكل رئيس وبدرجة البكالوريوس، التحاليل الطبية والأحياء التطبيقية بدرجة الماجستير، إضافة لعدد من التخصصات بدرجة الدبلوم المتوسط.

## تاريخ الإنشاء
تأسست الكلية عام 1978 تحت مظلة وزارة التربية والتعليم، ثم ألحقت بوزارة التعليم العالي في عام 1986، وبعد صدور الإرادة الملكية السامية في 22 آب عام 1997، أنشئت جامعة البلقاء التطبيقية، وألحقت بها كليات المجتمع بالمملكة، ولتعزيز دور كليات المجتمع بدأت الكلية بتدريس برامج البكالوريوس في عام 2000 بالإضافة إلى برامج الدبلوم المتوسط وتحولت بذلك إلى كلية الزرقاء الجامعية / جامعة البلقاء التطبيقية.

## الدرجة العلمية التي تمنحها
1. التحاليل الطبية بكالوريوس
2. العلوم الحياتية بكالوريوس
3. علم الأحياء الدقيقة بكالوريوس
4. التغذية والتصنيع الغذائي بكالوريوس
5. المختبرات الطبية دبلوم متوسط
6. الصيدلة دبلوم متوسط
7. تمريض مشارك دبلوم متوسط
8. إدارة الأعمال دبلوم متوسط
9. نظم المعلومات الإدارية دبلوم متوسط
10. إدارة الأعمال والتجارة الإلكترونية دبلوم متوسط
11. علوم مالية ومصرفية دبلوم متوسط
12. المحاسبة دبلوم متوسط
13. الأزياء وتكنولوجيا الألبسة دبلوم متوسط

## رؤية الكلية
أن تصبح الكلية مؤسسة أكاديمية ناجحة تعنى بالتعليم التقني والمهني والأكاديمي على جميع المستويات الأكاديمية، وتساهم بشكل فاعل في تلبية احتياجات التنمية الاقتصادية والاجتماعية على المستوى المحلي والوطني والإقليمي.

## أهداف الكلية
- أن تعكس برامج الكلية احتياجات السوق المحلي والوطني والإقليمي، والسعي وراء التميز في تنفيذ هذه البرامج ليتميز خريجو الكلية بسمعة مرموقة في ميادين العمل من حيث الجودة التعليمية.
- أن تصبح الكلية مركزا مرموقا للتعليم المستمر لأفراد المجتمع المحلي وخريجيه من خلال عقد الدورات التعليمية قصيرة المدى حسب احتياجات سوق العمل والمجتمع المحلي.
- تنمية علاقات التعاون مع أصحاب الصناعات وأرباب العمل وتطوير برامج بحثية تطبيقية خدمة لهم من أجل رفع سوية الصناعة المحلية وإيجاد فرص عمل لخريجي الكلية.
- التواصل مع خريجي الكلية بعد تخرجهم وإدامة قنوات الاتصال معهم للاستفادة من ملاحظاتهم وخبراتهم في التطوير المستمر لبرامج الكلية وحثهم على المشاركة المستمرة في نشاطات الكلية.
- تنمية علاقات التعاون مع المؤسسات المحلية والرسمية والأكاديمية والاجتماعية والتطوعية لتصبح الكلية جزءا فاعلا ومشاركا في صنع القرار والتخطيط على المستوى المحلي فيما يتعلق بأمور التنمية الاقتصادية والاجتماعية.
- تنمية علاقات التعاون مع المؤسسات الدولية ذات العلاقة للاستفادة من خبرات الآخرين في تطوير الكلية وبرامجها ولتسويق خريجي الكلية إقليميا لفتح فرص العمل لهم.
- تحقيق الاعتماد على الذات وزيادة إيرادات الكلية من خلال عمل استثمارات في الكلية.

## وصلات خارجية
- الموقع الرسمي.